# خطوط بان أمريكان العالمية الرحلة 943

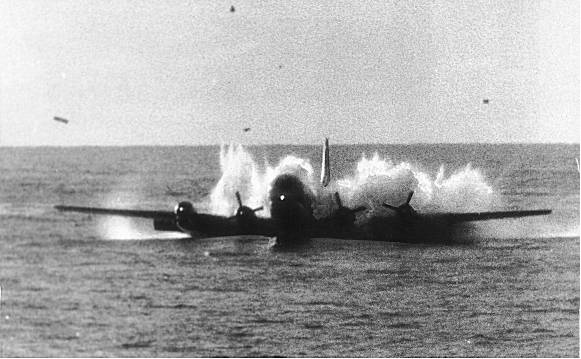
خطوط بان أمريكان العالمية الرحلة 943 أثناء الهبوط علي المياه في صباح 16 أكتوبر 1956 ألتقطت هذه الصورة من أحد أفراد خفر السواحل الأمريكي ويليام سيمبسون

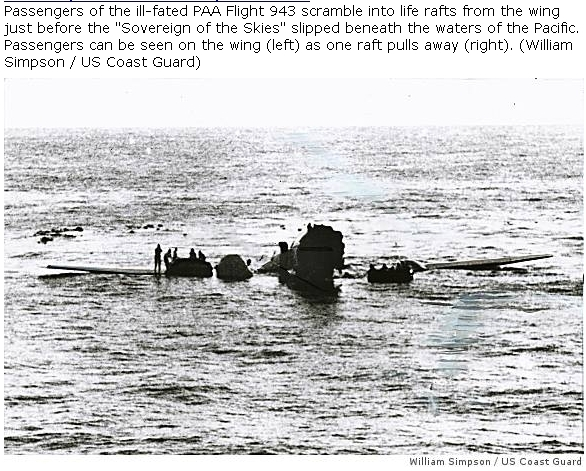
مقدمة وجناحي ومحركي طائرة خطوط بان أمريكان العالمية الرحلة 943 ألتقطت هذه الصورة من أحد أفراد خفر السواحل الأمريكي ويليام سيمبسون

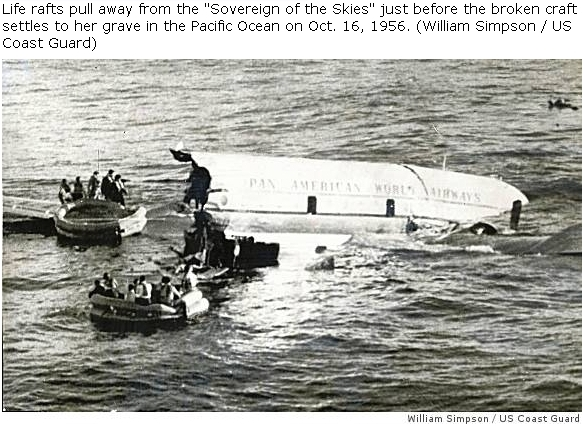
مؤخرة طائرة خطوط بان أمريكان العالمية الرحلة 943 ألتقطت هذه الصورة من أحد أفراد خفر السواحل الأمريكي ويليام سيمبسون

خطوط بان أمريكان العالمية الرحلة 943 طائرة بوينغ 377 سترتوكروزر 10-29 كانت تحمل علي متنها 24 راكبا و7 من أفراد الطاقم في رحلة طيران من هونولولو إلي سان فرانسيسكو عند منتصف ليلة 16 أكتوبر 1956 وبعد الإقلاع بقليل كان مروحة المحرك رقم 1 يدور فوق السرعة الطبيعية مما أدي إلي انقطاع مروحة المحرك رقم 4 ودارت الطائرة حول سفينة خفر السواحل الأمريكي يو إس سي جي سي بونتشارترين 14 مرة لإفراغ الوقود وكان ويليام سيمبسون أحد أفراد طاقم سفينة خفر السواحل الأمريكي يو إس سي جي سي بونتشارترين صور بكاميرا تصويره 4 صور عن هبوط الطائرة وتحطمها وفيديو دامت 10 دقائق و23 ثانية وقبل الأصطدام بدقيقتين خاف الكابتن من ذيل الطائرة بإنها سوف تنفصل عن الطائرة خلال الهبوط علي المياه فأمر من الركاب التوجه لمقاعد المقدمة وأثناء الهبوط علي المياه أنفصلت الذيل عن بدن الطائرة الأساسي أثناء ألتفاف الطائرة لليمين وجرح 12 راكبا في الحادثة ونجا جميع الركاب والطاقم البالغ عددهم 31 شخصا ولكن 44 كناري منزلي الموجودة في 44 قفص طيور الموجودة في قسم الشحن للطائرة معظمها ماتت بسبب الأصطدام بالمياه وأنفصال الذيل والبقية ماتت بسبب الغرق وبعد عامين صور فيلم عن الرحلة 943 تحطم هبوط.

## طاقم الرحلة
- الكابتن ريتشارد إن. أوغ، كان يبلغ من العمر 43 عاما في يوم الحادثة.
- مساعد الطيار جورج لي. هاكير، كان يبلغ من العمر 40 عاما في يوم الحادثة.
- الملاح ريتشارد لي. براون، كان يبلغ من العمر 31 عاما في يوم الحادثة.
- مهندس الرحلة فرانك غارسيا الابن، كان يبلغ من العمر 30 عاما في يوم الحادثة.
- ضابطة المحاسبة باتريشيا رينولدز، كانت تبلغ من العمر 30 عاما في يوم الحادثة.
- المضيفة الجوية ماري إلين دانيال، كانت تبلغ من العمر 24 عاما في يوم الحادثة.
- المضيفة الجوية كاثرين إس. أراكي، كانت تبلغ من العمر 23 عاما في يوم الحادثة.